# Janko Prunk
Janko Prunk (audio [▶]), (Loka pri Zidanem Mostu, Slovenija, 30. prosinca 1942.), slovenski povjesničar i političar.
Diplomirao je povijest 1966. na Filozofskom fakultetu Sveučilišta u Ljubljani, potom 1972. godine magistrirao i 1976. doktorirao. Nakon toga je studirao na Sveučilištu u Leipzigu, na Institutu za europsku povijest u Mainzu te na Visokoj školi za socijalne studije u Parizu. Bio je profesor na sveučilištima u Freiburgu i Kölnu. Redovni je profesor na Fakultetu za društvene znanosti u Ljubljani.
Njegova djela bave se modernom poviješću od kraja 19. stoljeća do 1941., osobito problematikom slovenskog kršćanskog socijalizma i povijesti slovenskog nacionalnog pitanja.
U prvoj vladi Janeza Drnovšeka (1992. – 1993.) bio je ministar za Slovence u svijetu i narodnosti u Sloveniji. Godine 2005. postao je predsjednik slovenskog dijela Hrvatsko-slovenskog povijesnog povjerenstva koje se bavi odnosima dvaju naroda od sredine 19. stoljeća do raspada bivše Jugoslavije te njihova državnog osamostaljenja.

## Djela
- Put krščanskih socialistov v Osvobodilno fronto slovenskega naroda. Ljubljana, 1977;
- Boris Kidrič. Ljubljana, 1984;
- Slovenski narodni programi: narodni programi v slovenski politični misli od 1848 do 1945. 2. izd. Ljubljana, 1987;
- Nova slovenska samozavest: pogovori s slovenskimi političnimi prvaki. Ljubljana, 1990;
- Slovenski narodni vzpon: narodna politika (1768-1992). Ljubljana, 1992;
- Kratka zgodovina Slovenije. Ljubljana, 1998.
- Kratka zgodovina Slovenije. 2. izdanje, Ljubljana, 2002;
- Zgodovina ideoloških spopadov med vojnama. Ljubljana, 2004;
- Janko Prunk in Cirila Toplak, Parlamentarna izkušnja Slovencev. Ljubljana, 2005;
- Cirila Toplak in Marjeta Hočevar, Parlamentarna izkušnja Slovencev : 1848-2004. 2. razširjena izd. Knjižna zbirka Politični procesi in institucije. Ljubljana, 2006.
- Kratka zgodovina Slovenije. 3. izdanje, Založba Grad  Arhivirana inačica izvorne stranice od 4. siječnja 2022. (Wayback Machine), Ljubljana, 2008

## Vanjske poveznice
- Osobna stranica
- Bilaterarni odnosi[neaktivna poveznica]
- Slovenski povjesničar Prunk o potrebi uvažavanja načela pravičnosti